# Zoë Kravitzová
Zoë Kravitzová, rodným jménem Zoë Isabella Kravitz, (* 1. prosince 1988 Venice) je americká herečka, zpěvačka a modelka, která se objevila s Jodie Fosterovou ve filmu Mé druhé já (2007) a Catherine Zeta-Jonesovou ve filmu Koření života, ale rovněž ve filmech a seriálech jako Californication a X-Men: První třída. Jedná se o dceru Lenny Kravitze a Lisy Bonetové. V roce 2013 se objevila ve filmové adaptaci knihy Veroniky Rothové Divergence.

## Životopis
Narodila se ve Venice v Kalifornii. Je dcerou muzikanta Lennyho Kravitze a herečky Lisy Bonet. Její rodiče se vzali v roce 1987 a rozvedli o šest let později, když jí bylo 5 let. Se svojí matkou žila v Topanga Canyon a poté se přestěhovala za otcem do Miami. Má mladší nevlastní sestru Lolu Lolani Momou a nevlastního bratra z matčiny strany, která se později znovu provdala za herce Jasona Momou.
Kravitz navštěvovala Miami Country Day School a poté Rudolf Steiner School na Manhattanu v New Yorku, kde odmaturovala v roce 2007. Poté začala studovat herectví na State University of New Yorku at Purchase. Univerzitu po roce opustila a odstěhovala se do Brooklynu, kde začala pracovat na filmech. Okolo 24. roku měla problémy s anorexií a bulímií.

## Kariéra

### 2007–2011: Začátek kariéry
První filmová role přišla, když ještě studovala střední školu, získala roli v romantickém filmu Koření života. V roce 2007 se ještě stihla objevit ve filmu Mé druhé já. V roce 2008 si zahrála ve videoklipu Jay-Z k písničce "I Know". Objevila se ve filmu Vyletět z hnízda, který vyprávěl o nefunkční rodině. Film Dar, měl premiéru na Filmovém festivalu Sundance v roce 2009. O rok později si zahrála ve filmu Něco jako komedie. Ten samý rok se objevila ve filmu Twelve, film měl premiéru na Filmovém festivalu Sundance v roce 2010,

### 2011–současnost: Zlom v kariéře
V roce 2011 se objevila v šesti epizodách seriálu stanice Showtime Californication, kde hrála roli Pearl, muzikantky. Jako Angel Salvadore se objevila ve filmu X-Men: První třída, založeným na postávách z marvelovských komiksů X-Men. Na konci roku 2011 dokončila práci na filmu Trading Water, po boku Douglase Smitha. V roce 2013 si zahrála ve filmu Po zániku země. Roli Christiny získala ve filmu Divergence. Roli si zopakovala i v pokračováních filmu Rezistence (2015) a Aliance (2016). V roce 2015 si zahrála v úspěšném filmu Šílený Max: Zběsilá cesta.

## Osobní život
Během let 2011 až 2013 chodila s hercem Pennem Badgleym. Od roku 2016 chodila s hercem Karlem Glusmanem, se kterým se zasnoubila v roce 2018. Dvojice se vzala dne 29. června 2019 v Paříži.

## Filmografie

### Film
| Rok  | Název                                       | Role                          | Poznámky |
| ---- | ------------------------------------------- | ----------------------------- | --- |
| 2007 | Koření života                               | Charlotte                     | |
| 2007 | Mé druhé já                                 | Chloe                         | |
| 2008 | Atentát na střední                          | Valerie                       | |
| 2008 | Vyletět z hnízda                            | Gillian Tanager               | |
| 2009 | Dar                                         | Ashley                        | |
| 2010 | Twelve                                      | Gabby                         | |
| 2010 | Beware the Gonzo                            | Evie Wallace                  | |
| 2010 | Něco jako komedie                           | Nia                           | Nominace – Black Reel Award v kategorii Průlomové vystoupení |
| 2011 | Yelling to the Sky                          | Sweetness O'Hara              | |
| 2011 | X-Men: První třída                          | Angel Salvadore               | Nominace – Scream Award v kategorii Průlomové vystoupení Nominace – Teen Choice Award v kategorii Nejlepší filmová chemie Nominace – Teen Choice Award v kategorii Nejlepší průlomové filmové vystoupení - herečka |
| 2013 | Trading Water                               | Laura                         | |
| 2014 | Po zániku Země                              | Senshi Raige                  | |
| 2014 | Divergence                                  | Christina                     | |
| 2014 | Good Kill                                   | Vera Suarez                   | |
| 2014 | OUTsideři                                   | Marie                         | |
| 2014 | Pretend We're Kissing                       | Autumn                        | |
| 2015 | Rezistence                                  | Christina                     | |
| 2015 | Matroš                                      | Nakia                         | nominace – Black Reel Awards v kategorii Nejlepší ženský herecký výkon ve vedlejší roli |
| 2015 | Šílený Max: Zběsilá cesta                   | Toast the Knowing             | |
| 2016 | Aliance                                     | Christina                     | |
| 2016 | Vincent-N-Roxxy                             | Roxxy                         | |
| 2016 | Adam Green's Aladdin                        | Starý minař                   | |
| 2016 | Fantastická zvířata a kde je najít          | Leta Lestrange                | |
| 2017 | LEGO Batman film                            | Selina Kyle / Catwoman (hlas) | |
| 2017 | Holky na tahu                               | Blair                         | |
| 2017 | Gemini                                      | Heather Anderson              | |
| 2018 | Viena and the Fantomes                      | Manager skupiny               | |
| 2018 | Fantastická zvířata: Grindelwaldovy zločiny | Leta Lestrange                | |
| 2018 | Kin: Smrtící zbraň                          | Milly                         | |
| 2018 | Spider-Man: Paralelní světy                 | Mary Jane Watson (hlas)       | |
| 2021 | The Batman                                  | Selina Kyle / Catwoman        | |
| 2022 | Kimi                                        | Angela Childs                 | |

### Televize
| Rok        | Název                | Role           | Poznámky |
| ---------- | -------------------- | -------------- | --- |
| 2011       | Californication      | Pearl          | 8 dílů |
| 2016       | Portlanida           | Kendall        | díl: „Breaking Up“ |
| 2017–2019  | Sedmilhářky          | Bonnie Carlson | 14 dílů nominace – Black Reel Awards v kategorii Nejlepší ženský herecký výkon ve vedlejší roli nominace – Cena Sdružení filmových a televizních herců v kategorii nejlepší obsazení (dramatický seriál) |
| 2018       | BBC Children in Need | Samu sebe      | TV speciál |
| 2020–dosud | High Fidelity        | Rob            | 10 dílů |

## Diskografie
- Lolawolf (EP) - vydáno: 4. února 2014, vydavatelství: Innit Recordings
- Calm Down - vydáno: 21. října 2014, vydavatelství: Innit Recordings
- Every F****n Day (EP) - vydáno: 26. června 2015, vydavatelství: Innit Recordings